# Coopernookia
Coopernookia es un género con seis especies de plantas fanerógamas perteneciente a la familia Goodeniaceae. Comprende 6 especies descritas y  aceptadas.   Es originario de Australia.

## Descripción
Son pequeñas planta arbustivas con hojas simples y peludas (los pelos de algunas especies pueden ser glandulares y / o de una estructura compleja), dispuestas alternas, y en espiral. Las flores son hermafroditas, 5-rosos, y formado en espirales (algunas especies con cuatro espirales). Frutas dehiscentes, de dos semillas y cápsulas valvulares de dos celdas, y no carnosas. Las semillas son siempre aceitosas.

## Taxonomía
El género fue descrito por  Roger Charles Carolin y publicado en Proc. Linn. Soc. New South Wales 92: 209. 1968. La especie tipo es: Coopernookia barbata (R.Br.) Carolin

## Especies aceptadas
A continuación se brinda un listado de las especies del género Coopernookia aceptadas hasta mayo de 2014, ordenadas alfabéticamente. Para cada una se indica el nombre binomial seguido del autor, abreviado según las convenciones y usos.
- Coopernookia barbata (R.Br.) Carolin
- Coopernookia chisholmii (Blakely) Carolin
- Coopernookia georgei Carolin
- Coopernookia polygalacea (de Vriese) Carolin
- Coopernookia scabridiuscula Carolin
- Coopernookia strophiolata (F.Muell.) Carolin